# Bevölkerungsgeschichte
Die Bevölkerungsgeschichte oder Historische Demographie ist eine wissenschaftliche Disziplin, die die Bevölkerung in ihrer zeitlichen Entwicklung betrachtet, in ihrer absoluten Zahl und ihrer Verteilung, und dabei nach den Ursachen und Wirkungen der Veränderungen in der Anzahl der Geburten, Heiraten und Sterbefälle fragt.
Bevorzugter Untersuchungszeitraum der Bevölkerungsgeschichte ist die Zeit etwa von 1550 bis 1850, in der Kirchenbücher als Quellen zur Verfügung stehen. Wird dabei auch nach sozialen Unterschieden in den Verteilungen gefragt, ergibt sich eine unmittelbare Verbindung zur Sozialgeschichte.
Nachdem es bereits zu Beginn des 20. Jahrhunderts im deutschen Sprachraum vielversprechende Ansätze für eine umfassende Bevölkerungsgeschichte gab, wurde durch Arbeiten in Frankreich Ende der 1940er Jahre eine neue Entwicklungsetappe eingeleitet. Die früher wiederkehrenden Hungerkrisen wurden mit Klima- und Witterungsschwankungen, den Getreidepreisen, den Seuchenzügen (wie der Pest) und Kriegsfolgen in Beziehung gesetzt und systematisch analysiert.
Die Bevölkerungsgeschichte schritt dabei von der Anwendung zusammenfügender (aggregativer) Methoden, zum Beispiel der Zählung der Einwohner aus Steuerlisten und der Berechnung der Behausungsziffer und der Zählung der Hauptlebensereignisse Geburten, Heirat und Tod in Kirchenbüchern, zur analytischen Auswertung von Ortsfamilienbüchern fort. Neben zahlreichen Totalerhebungen und Analysen einzelner Dörfer und Städte gibt es inzwischen auch Stichproben aus Ortsfamilienbüchern, auf deren Grundlage eine repräsentative Bevölkerungsgeschichte Englands und Dänemarks geschrieben worden ist. Für eine analoge Arbeit für den deutschen Sprachraum sind in der Zentralstelle für deutsche Personen- und Familiengeschichte Leipzig alle Vorarbeiten abgeschlossen.